# Кульбертинов, Иван Николаевич
Ива́н Никола́евич Кульберти́нов (7 ноября 1917, с. Тяня, Олёкминский улус, Якутская область, Российская республика — 13 февраля 1993 год, с. Тяня, Олёкминский улус, Якутия, Россия) — участник Великой Отечественной войны, снайпер 23-й отдельной лыжной бригады 2-й гвардейской воздушно-десантной Проскуровской дивизии. Один из самых результативных снайперов Второй мировой войны — по официальным данным уничтожил 252 солдата противника, по данным историка Георгия Башарина убил 489 немецких солдат.

## Биография
Родился 7 ноября 1917 года в селе Тяня Олёкминского улуса Якутской области, в бедной семье охотника-оленевода. По национальности эвенк. С малых лет и до призыва в армию работал в колхозе «Новая жизнь», занимался охотой и оленеводством. В 10-летнем возрасте остался без отца, затем потерял старшего брата Николая, который погиб в начале войны. За успехи в труде удостоился звания стахановца.

#### Период Великой Отечественной войны
12 июня 1942 года призван в Красную Армию. Военную подготовку проходил на Урале. Свой боевой счёт в роли снайпера Иван Кульбертинов открыл 27 февраля 1943 года под Старой Руссой.
Сражался под Москвой, освобождал Орёл, Курск, Киев, Винницу, воевал на Северо-Западном, Центральном, 1-м Украинском фронтах. Воевал на территории Новгородской, Курской областей, Украины, Польши, Германии и Чехословакии.
За войну Кульбертинов обучил снайперскому искусству 35 молодых бойцов. Молодым снайперам он советовал: «Поменьше подражайте, ищите собственные приёмы борьбы. Находите новые позиции и новые способы маскировки. Не бойтесь ходить в тыл врага, помните: не надо рубить топором там, где можно применить иголку».
За время боёв на фронтах Великой Отечественной войны Кульбертинов по официальным данным уничтожил 252 немецких солдат и офицеров. Дважды был представлен к званию Героя Советского Союза, но так его и не получил.

#### Послевоенный период
В 1946 году демобилизовался из рядов Советской Армии. Работал кадровым охотником в Тяньском отделении, с 1948 по 1969 годы — охотником-заготовителем для питомника серебристо-чёрных лисиц в Тяньском отделении совхоза «Дмитровский». До ухода на пенсию Иван Кульбертинов работал оленеводом, промысловиком.
Иван Николаевич Кульбертинов умер 13 февраля 1993 года, на 76-м году жизни. Похоронен в родном селе Тяня Олёкминского улуса Якутии.

## Награды
- Орден Красного Знамени (07.06.1944)[2]
- Орден Отечественной войны 1-й степени (20.05.1945)[3]
- Орден Отечественной войны 1-й степени (06.04.1985)[4]
- Орден Отечественной войны 2-й степени (16.06.1944)[5]
- Орден Красной Звезды
- Орден Славы 3-й степени (01.12.1943)[6]
- Медали, в том числе:
  - Медаль «За отвагу» (18.07.1943)[7]
  - Медаль «За боевые заслуги» (07.02.1945)[8]
  - Медаль «За победу над Германией в Великой Отечественной войне 1941—1945 гг.»
  - Юбилейная медаль «Двадцать лет Победы в Великой Отечественной войне 1941—1945 гг.»
  - Юбилейная медаль «Тридцать лет Победы в Великой Отечественной войне 1941—1945 гг.»
  - Юбилейная медаль «Сорок лет Победы в Великой Отечественной войне 1941—1945 гг.»
  - Юбилейная медаль «За доблестный труд (За воинскую доблесть). В ознаменование 100-летия со дня рождения Владимира Ильича Ленина»
- Именная снайперская винтовка с надписью на прикладе: «Лучшему снайперу старшему сержанту Кульбертинову И. Н. от Военного Совета армии. Январь 1945 г.»[9]

## Память
- Имя прославленного снайпера Ивана Кульбертинова присвоено:

Тяньской восьмилетней школе Олёкминского улуса;
одной из улиц города Олёкминска;
крупному газоконденсатному месторождению Якутии, открытому в 2020 г.

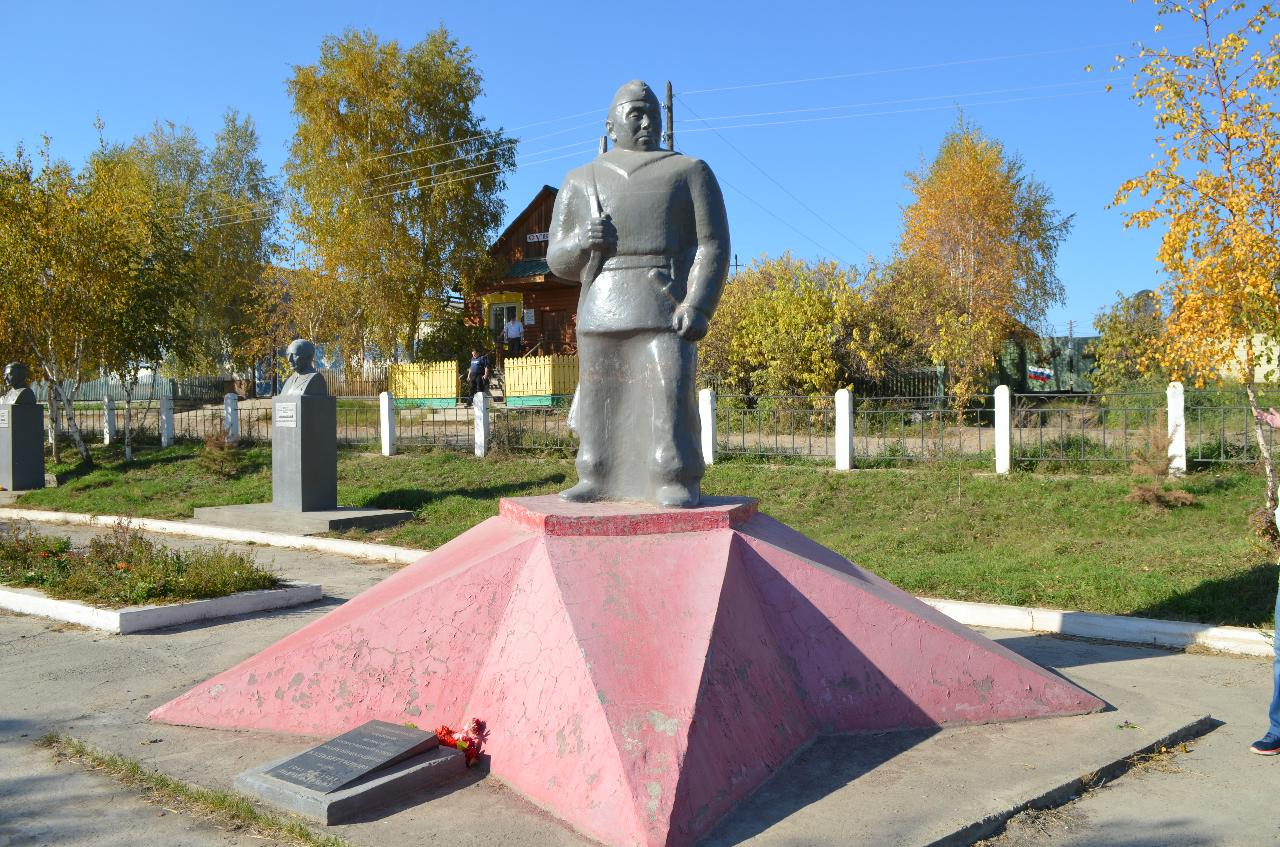
Памятник И.Н. Кульбертинову в Олекминске

- В городе Олёкминске установлен памятник И. Н. Кульбертинову в 2005 году.
- В городе Якутске памятник Кульбертинову появился в 2020 году.
- В Якутске улица получила имя легендарного снайпера в 2017 году.
- Ежегодно в День Победы в совхозе «Токкинский» Олёкминского улуса проводятся стрелковые соревнования на призы Ивана Николаевича Кульбертинова.[10]
- Концерн «Калашников» в честь 100-летия Ивана Кульбертинова выпустил ограниченную серию усовершенствованных карабинов «Тигр». На оружии нанесена памятная гравировка «К 100-летию великого снайпера И. Н. Кульбертинова-Пумпээ»[11].